# Adam Dixon (hockeyer)
Adam Dixon (Nottingham, 11 september 1986) is een Brits hockeyer.
Sinds 9 mei 2009 komt de middenvelder uit voor de Engelse nationale hockeyploeg. Met zijn vaderland won hij onder meer de bronzen medaille bij de Gemenebestspelen 2014 in Glasgow. Hij speelde in eigen land voor Beeston HC. Op woensdag 3 mei 2016 maakte hoofdklasseclub HC Rotterdam bekend hem gecontracteerd te hebben, net als zijn landgenoot Alastair Brogdon en de Nieuw-Zeelandse international Blair Tarrant.